# Lefkoniko
Lefkoniko (in greco Λευκόνοικο?; in turco: Geçitkale o Lefkonuk) è un comune  appartenente de facto al distretto di Gazimağusa della Repubblica Turca di Cipro del Nord e de iure  al distretto di Famagosta della Repubblica di Cipro.
Nel 2011 la cittadina aveva 1.253 abitanti.

## Geografia fisica
Il villaggio è situato nella pianura della Messaria sulla vecchia strada che va da Famagosta a Nicosia; Gypsou/Akova è a 5 km a est.

## Storia
Alcuni ricercatori ritengono che Lefkoniko sia stata già abitata nel primo periodo del cristianesimo, prima del VI secolo d.C.. Si ritiene che la zona sia stata colonizzata da persone provenienti dal vicino insediamento di Agia Kinousa.
Durante il periodo franco, Lefkoniko era la residenza degli ospiti ufficiali del re di Cipro. Inoltre, fu il centro della rivolta del 1427 dei contadini contro i feudatari, guidata dal cosiddetto Re Alexis.
Durante il periodo ottomano, o vicino a Lefkoniko ebbe luogo una rivolta dei contadini contro gli ottomani, guidata dal monaco Ioannikio. Inoltre, all'inizio del XIX secolo, Lefkoniko era considerato il villaggio più popoloso di Cipro.
Nel 1909, durante il dominio britannico, a Lefkoniko fu fondata la prima cooperativa di Cipro e, nel 1939, fu istituito il comune di Lefkoniko.
In una dimostrazione anti-britannica del 1955, gli scolari bruciarono l'ufficio postale della città. Agli abitanti di Lefkoniko fu imposta una multa collettiva di 2.000 dollari e il governatore di Cipro ordinò un coprifuoco di 24 ore nel villaggio fino al suo pagamento.
Il 14 agosto 1974, durante l'invasione turca del 1974, Lefkoniko fu occupata dall'esercito turco. Da allora, il Comune di Lefkoniko ha sede ad Aglantzia, un sobborgo di Nicosia.

## Società

### Evoluzione demografica
Prima del 1960, Lefkoniko era abitata sia da ciprioti greci che turchi. Questi ultimi erano la minoranza. Con l'eccezione di una famiglia di tre persone, tutti i turco-ciprioti fuggirono dalla città negli anni dell'emergenza. I greco-ciprioti furono sfollati nel sud dell'isola durante l'invasione turca di Cipro del 1974 e Lefkoniko fu ripopolata dai turco-ciprioti provenienti da Kofinou e dalla vicina Artemi, che fu abbandonata. Nel 1960, Lefkoniko aveva una popolazione di 2.358 abitanti. Era l'ottavo insediamento più popoloso del distretto di Famagosta e il 32° di tutta Cipro. Nel 2011, la sua popolazione era di 1.253 abitanti, quella totale del comune ammontava a 2.380 abitanti.

## Monumenti e luoghi di interesse

### Architetture religiose

#### Chiesa di San Michele Arcangelo

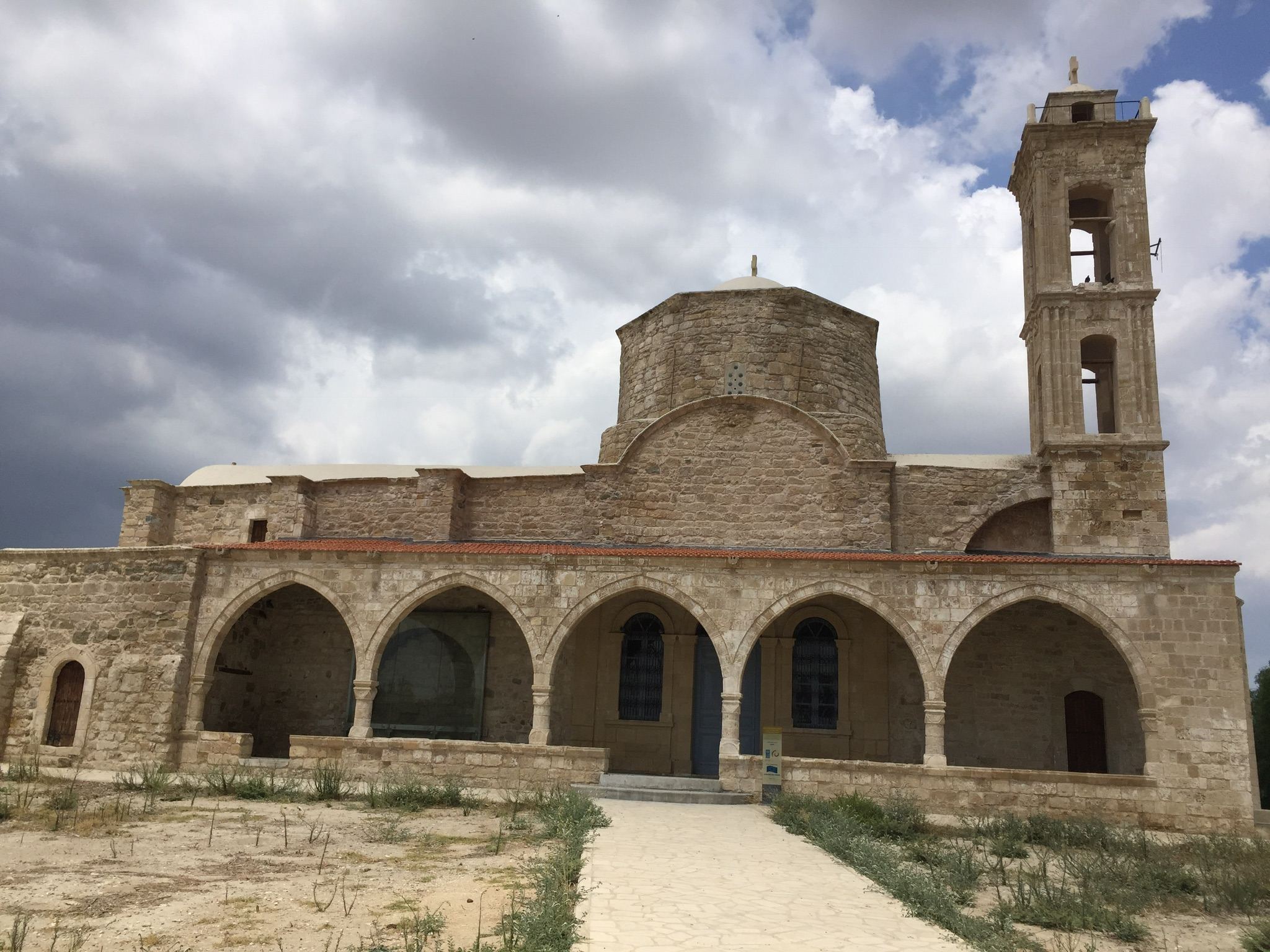
La Chiesa di San Michele Arcangelo nel 2019, dopo i lavori di restauro.

La costruzione della chiesa risale al XII secolo. La chiesa ha un portico lungo il lato sud e una doppia navata con un ambiente nell'angolo sud-ovest di essa. La chiesa possiede anche un dipinto di San Michele Arcangelo che copre una parete. I lavori di ristrutturazione sono stati interamente finanziati dall'UE all'interno del Programma del Patrimonio Culturale che la Commissione Europea attua attraverso l'UNDP. I lavori di ristrutturazione sono iniziati nell'ottobre 2016 e sono stati completati in un anno (ottobre 2017). Il costo totale è stato di 430.000 euro.

## Economia

### Servizi
Il centro è sede di un aeroporto, usato principalmente per scopi militari. Come nel caso dell'aeroporto Internazionale Ercan, esso viene riconosciuto legalmente come porta di ingresso solo da Turchia e Azerbaigian.

## Sport

### Calcio
La squadra turco-cipriota del Geçitkale Günay Spor Kulübü è stata fondata nel 1955 e attualmente gioca nella prima lega della Federazione calcistica di Cipro del Nord (CTFA) BTM. Anche la squadra femminile del Geçitkale è stata fondata nel 2012 e attualmente gioca nel massimo campionato della CTFA Women's League.

## Amministrazione

### Gemellaggi
Lefkoniko è gemellata con:
- Yalova[11]

### Altre informazioni amministrative
Nel giugno 2018, dopo lunghi sforzi, Lefkoniko si è finalmente unita alla rete Cittaslow (città lenta) e ha ricevuto il suo certificato ufficiale di conformità e la sua bandiera durante l'assemblea generale. Pertanto Lefkoniko ha vinto il quarto titolo Cittaslow nella TRNC.